# Shèna
Shèna, artiestennaam van Tracey Elizabeth McSween (Reading, 19 november 1977), is een Britse zangeres, die vooral bekend is van haar zangbijdragen op house-muziektracks. Ze brak door met haar bijdrage aan de hits You Belong to Me (1995) en There's Nothing I Won't Do (1996) van JX. Haar grootste hit werd echter Watch Out (2008), die ze voor Alex Gaudino zong. Daarnaast zong ze tracks voor diverse andere producers.

## Levensloop
McSween studeerde aan de Royal Academy of Music. Ze begon als zangeres voor musicals, maar werd in de vroege jaren negentig ook achtergrondzangeres voor artiesten als James Brown, Lisa Stansfield en Mariah Carey. Dat combineerde ze met diverse baantjes. Ze kwam op de voorgrond toen ze werd gekoppeld aan Jake Williams, die als JX de hit You Belong to Me (1995) maakte. Een jaar later deden ze dat succes over met There's Nothing I Won't Do (1996). Na Close to Your Heart (1997) liep de samenwerking met Williams ten einde. Ze bleef echter houseplaten inzingen. Zo maakte ze in 1997 een hit in eigen land met de Lisa Lisa & Cult Jam-cover Let the Beat Hit 'Em. Ze werkte vanaf het einde van de jaren negentig ook enkele malen samen met Full Intention. Daarmee zong ze I Can Cast a Spell (2000) van het project Disco-Tex en Ill Be Waiting (2001). Ook zong ze op The Weekend (2004), een solosingle van Michael Gray. Deze bereikte ook in Nederland en België de hitlijsten. Een iets bescheidener hit volgde een jaar later met 1000 Years (Just Leave Me Now) van Jupiter Ace. Andere bekende producers waarmee ze werkte, zijn Darren Tate en Junior Jack. Voor de laatste maakte ze een remake van zijn hit Stupiddisco. Het grootste hitsucces volgde echter in 2008, toen ze zong op het nummer Watch Out van de Italiaanse producer Alex Gaudino. Het was een van de themanummers voor het Europees kampioenschap voetbal 2008.
Ze trouwde met producer James Winchester. Met hem nam ze in 2009 haar solodebuut One Man Woman op, dat op diens label No Prisoners verscheen. De jaren daarna verschenen 2079 (2010) en My Brave Face (2011). Daarna zong ze nog met enige regelmaat housetracks. Hits zaten daar echter niet bij.

## Discografie

### Albums
- One Man Woman (2009)
- 2079 (2010)
- My Brave Face (2011)

### Singles
| Single met eventuele hitnotering(en) in de Nederlandse Top 40 | Datum van verschijnen | Datum van binnenkomst | Hoogste positie | Aantal weken | Opmerkingen                                    |
| ------------------------------------------------------------- | --------------------- | --------------------- | --------------- | ------------ | ---------------------------------------------- |
| You Belong to Me                                              | 1995                  | 27-05-1995            | 11              | 6            | met JX / Alarmschijf / Dancesmash op Radio 538 |
| There's Nothing I Won't Do                                    | 1996                  | 22-06-1996            | tip4            | -            | met JX / Dancesmash op Radio 538               |
| The Weekend                                                   | 2004                  | 06-11-2004            | 29              | 12           | met Michael Gray                               |
| 1000 Years (Just Leave Me Now)                                | 2015                  | 17-12-2005            | 53              | 6            | met Jupiter Ace / Dancesmash op Radio 538      |
| Watch out                                                     | 2007                  | 21-06-2008            | 9               | 9            | met Alex Gaudino                               |

| Single met hitnotering(en) in de Vlaamse Ultratop 50 | Datum van verschijnen | Datum van binnenkomst | Hoogste positie | Aantal weken | Opmerkingen      |
| ---------------------------------------------------- | --------------------- | --------------------- | --------------- | ------------ | ---------------- |
| The Weekend                                          | 2004                  | 13-11-2004            | 11              | 14           | met Michael Gray |
| 1000 Years (Just Leave Me Now)                       | 2015                  | 10-12-2005            | Tip 3           |              | met Jupiter Ace  |
| Watch out                                            | 2007                  | 28-06-2008            | Tip 2           |              | met Alex Gaudino |